# Нампалари
Нампала́ри — город в Мали, область Сегу.

## История
Город основан в 1881 году Эль Хаджи Бунгуром, исламским лидером. 20 декабря 2008 года туареги напали на военный гарнизон в Нампалари.